# Chiesa di San Rocco (Bruxelles)
La chiesa di San Rocco è un luogo di culto cattolico di Bruxelles.

## Storia
Per soddisfare le esigenze pastorali della parrocchia creata nel 1859 in un distretto altamente industriale, tra la Gare du Nord e il porto di Bruxelles venne eretta nel 1862, su progetto dell'architetto Raymaekers, la chiesa dedicata a San Rocco, patrono degli operai del ferro e della metallurgia.
Nell'ambito di un piano di rinnovamento urbano del 1964 la chiesa, che era stata danneggiata dai bombardamenti della Seconda Guerra Mondiale, venne demolita nel 1971 con la promessa di costruirne una nuova. Negli anni novanta venne adottata l'idea di sviluppare l'hangar industriale in cui la comunità cattolica celebrava temporaneamente il culto. L'hangar industriale venne riadattato e riutilizzato quale luogo di culto. I lavori iniziarono nel 1993 e vennero completati due anni dopo. La chiesa fu consacrata il 18 novembre 1995 dall'arcivescovo di Malines-Bruxelles cardinale Danneels.

## Descrizione
La struttura architettonica dell'hangar ha costretto l'architetto Vincent Dupont a organizzare la disposizione degli spazi interni in modo originale. Il portico è laterale all'edificio e la navata si estende nel coro senza transetto.
La comunità cattolica che utilizza la chiesa è prevalentemente africana, difatti le funzioni adottano i cosiddetti riti "congolesi" o "burundesi".